# Mavis Staples
Mavis Staples (Chicago, Illinois, Estados Unidos, 10 de julio de 1939) es una cantante, actriz y activista estadounidense que ha grabado y tocado tanto con su banda familiar, The Staple Singers, como en solitario.

## Biografía
Staples nació en Chicago (Illinois) el 10 de julio de 1939. Comenzó su carrera musical con el grupo The Staple Singers en 1950. Al principio comenzó cantando en iglesias y en programas de radio, hasta que el grupo alcanzó un notable éxito con el sencillo «Uncloudy Day» para el sello Vee-Jay Records. Cuando Staples se graduó del Paul Robeson High School en 1957, el grupo comenzó a ofrecer conciertos por el país. Liderados por su padre, Roebuck "Pops" Staples, y con las voces de sus hermanas Cleotha, Yvonne y Purvis, The Staples Singers fueron definidos con el apodo de «los mejores artistas de éxito de Dios».
Con la voz de Mavis, los Staples Singers evolucionaron a partir de populares canciones góspel, con grabaciones en los sellos United, Riverside y Vee-Jay Records, hasta convertirse en el grupo espiritual más influyente de los Estados Unidos. A mediados de la década de 1960, inspirados por Martin Luther King, amigo de Pops Staples, se convirtieron en una de las voces espirituales y musicales del movimiento por los derechos civiles, versionando éxitos de pop contemporáneos con mensajes integradores como «A Hard Rain's a-Gonna Fall» de Bob Dylan y «For What It's Worth» de Buffalo Springfield. Durante una entrevista en NPR en 2008, preguntada sobre su relación con Dylan, Staples dijo que «éramos buenos amigos» y que él le había pedido su mano en matrimonio al padre de Staples.
En 1968, el grupo firmó con Stax Records, donde unieron sus esfuerzos con el acompañamiento musical de Booker T. & the M.G.'s. Entre 1971 y 1975, The Staples alcanzaron el top 40 en ocho ocasiones, incluyendo dos sencillos número uno: «I'll Take You Therer» y «Let's Do It Again», así como un número dos, «Who Took the Merry Out of Christmas».
A finales de la década de 1960, Mavis realizó su debut en solitario, mientras su grupo publicaba el sencillo «Crying in the Chapel» con Epic Records. Su primer álbum en solitario, Mavis Staples, fue publicado en 1969 bajo el sello Stax Records, seguido de Only for the Lonely en 1970. Otro álbum homónimo publicado en 1984 precedió el lanzamiento de dos nuevos trabajos bajo la dirección de Prince: Time Waits for No One y The Voice, publicados en 1989 y 1993 respectivamente. En 1996, publicó Spirituals & Gospels: A Tribute to Mahalia Jackson, grabado con el teclista Lucky Peterson. 
Staples volvió en 2004 con el lanzamiento de Have a Little Faith, un nuevo álbum publicado con Alligator Records y producido por Jim Tullio. Además, colaboró con el guitarrista de jazz John Scofield en una tributo a Ray Charles titulado That's What I Say como tributo a Ray Charles. El disco fue seguido de una gira que contó con la presencia de Staples y Scofield, así como el pianista Gary Versace, el batería Steve Hass y el bajista Rueben Rodríguez.
Bajo un nuevo contrato con ANTU-, Staples publicó We'll Never Turn Back en abril de 2007. Producido por Ry Cooder, el álbum se enfoca en canciones góspel del movimiento por los derechos civiles, e incluyó dos nuevos temas compuestos por Cooder.
En 2009, publicó junto a Patty Griffin y The Tri-City Singers una versión del tema «Waiting For My Child to Come Home» para el recopilatorio Oh Happy Day: An All-Star Music Celebration. El 13 de febrero de 2011, Staples ganó su primer Grammy en la categoría de mejor álbum de americana por el álbum You're Not Alone.
En febrero de 2016, publicó Living' on a High Note. Producido por M. Ward, el álbum incluyó canciones compuestas específicamente para Staples por Nick Cave, Justin Vernon, tUnE-yArds, Neko Case y Aloe Blacc, entre otros.
En abril de 2017 se publicó la canción Let Me Out de la banda virtual Gorillaz en colaboración con Mavis y el rapero Pusha T para el álbum Humanz. 
El 17 de noviembre de 2017 lanzó su decimoséptimo álbum titulado If All I Was Was Black. Producido por Jeff Tweedy, contiene solamente canciones originales  escritas por Mavis y Tweedy.  después de que salió el álbum, fue de gira con Bob Dylan.  También apareció en el 2017/18 en Hootenanny.  En el 2018 coescribió y cantó la canción "Nina Cried Power", un tributo al espíritu activista, con Hozier en su nuevo EP.

## Discografía
| Año  | Título                                                               | Discográfica  |
| ---- | -------------------------------------------------------------------- | ------------- |
| 1969 | Mavis Staples                                                        | Volt          |
| 1970 | Only for the lonely                                                  | Stax          |
| 1977 | A piece of the action                                                | Curtom        |
| 1984 | Mavis Staples                                                        | HDH           |
| 1989 | Time waits for no one                                                | Paisley Park  |
| 1993 | The voice                                                            | NPG           |
| 1996 | Spirituals & Gospel: Dedicated to Mahalia Jackson con Lucky Peterson | Verve         |
| 2004 | Have a little faith                                                  | Alligator     |
| 2007 | We'll never turn back con Ry Cooder                                  | Anticon       |
| 2010 | You are not alone producido por Jeff Tweedy                          | Anticon       |
| 2010 | One True Vine producido por Jeff Tweedy                              | ANTI- Records |
| 2016 | Livin’ On A High Note                                                | ANTI- Records |